# Niedoń
Niedoń [pronunciación en polaco: /ˈɲedɔɲ/] es un pueblo ubicado en el distrito administrativo de Gmina Błaszki, dentro del condado de Sieradz, Voivodato de Łódź, en el centro de Polonia. Se encuentra a unos 8 kilómetros al sur de Błaszki, a 20 kilómetros al oeste de Sieradz, y a 73 kilómetros al oeste de la capital regional Łódź.